# Elio González
Pour les articles homonymes, voir Elio (homonymie) et González.
Elio González Suárez (Berne, Suisse, 20 octobre 1984) est un acteur espagnol.

## Carrière

### Télévision
| Année       | Titre(original)           | Titre(traduction)         | Rôle                      | Chaîne    | Épisodes |
| ----------- | ------------------------- | ------------------------- | ------------------------- | --------- | -------- |
| 1999        | Médico de familia         | Médecin de famille        | Ramón                     | Telecinco | 5        |
| 2004 - 2006 | Aquí no hay quien viva    | Personne n'est vivant ici | Pablo Guerra Ruiz         | Antena 3  | 71       |
| 2007 - 2008 | La que se avecina         | Le prochain               | Eric Cortes               | Telecinco | 28       |
| 2009 - 2011 | Doctor Mateo              | Docteur Mateo             | David Pellegrini          | Antena 3  | 34       |
| 2012        | Historias robadas         | Histoires volées          | Pablo                     | Antena 3  | 2        |
| 2012 - 2013 | Bandolera                 | Bandoulière               | Pablo Garmendía           | Antena 3  | 172      |
| 2013        | Gran Reserva: El origen   | Gran Reserva : L'origine  | Ángel                     | La 1      | 82       |
| 2016        | Amar es para siempre      | L'amour est éternel       | Mariano Lasalle Rodríguez | Antena 3  | 118      |
| 2017        | Tiempos de guerra         | Temps de guerre           | Campillo                  | Antena 3  | 1        |
| 2018 - 2019 | 14 de abril. La República | 14 avril. La République   | Alfonso                   | La 1      | 8        |

### Cinéma
| Année | Titre(original)         | Titre(traduction)   | Rôle    | Réalisation                     | Genre               |
| ----- | ----------------------- | ------------------- | ------- | ------------------------------- | ------------------- |
| 2000  | El corazón del guerrero | Le Cœur du guerrier | Nacho   | Daniel Monzón                   | Fantaisie médiévale |
| 2007  | No digas nada           | Ne dites rien       | Javier  | Felipe Jiménez Luna             | Comédie noire       |
| 2014  | Dioses y perros         | Dieux et chiens     | Toni    | David Marqués y Rafa Montesinos | Drame/Comédie       |
| 2016  | Dead man                | Homme mort          | Velasco | Rubén Tejerina                  | Comédie noire       |